# Station Nagara
Station Nagara (長柄駅, Nagara-eki) is een spoorwegstation in de Japanse stad Tenri. Het wordt aangedaan door de Sakurai-lijn (Manyō-Mahoroba-lijn). Het station heeft één spoor, gelegen aan een enkel zijperron.

## Treindienst

### JR West
| 1 | ■ Sakurai-lijn | richting Sakurai en Takada (zuidwaarts) richting Tenri en Nara (noordwaarts) |

## Geschiedenis
Het station werd in 1914 geopend.

## Stationsomgeving
- Ōyamato-schrijn
- Circle-K

Nara · Kyōbate · Obitoke · Ichinomoto · Tenri · Nagara · Yanagimoto · Makimuku · Miwa · Sakurai · Kaguyama · Unebi · Kanahashi · Takada